# Rhacophorus calcadensis
Rhacophorus calcadensis är en groddjursart som beskrevs av Ahl (auktor) 1927. Rhacophorus calcadensis ingår i släktet Rhacophorus och familjen trädgrodor. IUCN kategoriserar arten globalt som starkt hotad. Inga underarter finns listade i Catalogue of Life.